# 傅世煒
傅世煒（1854年7月12日—？），字鄂伯，一字桐澂，四川省成都府華陽縣人，原籍湖南寶慶府武岡州，光緒十五年進士。行一，廕生。

## 生平
咸豐四年（1854年）六月十八日（7月12日）生。光緒十一年（1885年）乙酉科順天鄉試舉人，光緒十五年（1889年）己丑科進士，同年五月，改翰林院庶吉士。光緒十六年四月，散館，授翰林院編修。改國史館協修， 光祿寺署正、大官良醞署行走，分省補用同知；升任陝西鳳翔府知府、陝西西安府知府。

## 家族
其十九世祖為明代麗江王傅友德，十世伯叔祖族傅時望是隆慶二年戊辰科進士，族曾伯叔祖傅輝文是雍正二年甲辰科進士，族伯叔祖傅宗元是乾隆二十八年進士，侄傅增淯、傅增濬、傅增湘兄弟三人均成進士（幼弟增淞）。